# السلاح فرط الصوتي بعيد المدى
السلاح فرط الصوتي بعيد المدى (بالإنجليزية: Long-Range Hypersonic Weapon)‏، والمسمى أيضًا النسر الأسود هو سلاح فرط صوتي وسيط المدى من نوع صاروخ أرض-أرض، يُطوَّر لصالح جيش الولايات المتحدة. تنوي بحرية الولايات المتحدة اقتناء الإصدار المجهز للإطلاق من السفن والغواصات من الصاروخ، في إطار برنامج الضربة التلقائية التقليدية وسيطة المدى. يتكون السلاح من معزز صاروخي كبير يحمل جسمًا انزلاقيًّا فرط صوتي مشتركًا في أنفه. عند وصول المعزز إلى السرعة والارتفاع المحددين، يطلق الجسم فرط الصوتي الذي ينزلق بسرعة فرط صوتية بينما ينزل على هدفه. تبني شركة ديناتكس المركبة الانزلاقية فرط الصوتية بينما تطور لوكهيد مارتن المعزز الصاروخي بالإضافة إلى تجميع الصاروخ ومعدات الإطلاق.
اختُبر الجسم الانزلاقي فرط الصوتي المشترك بنجاح في أكتوبر 2017، ومارس 2020، و29 يونيو 2024، و12 ديسمبر 2024. كان من المخطط ضم الصاروخ إلى الخدمة في الجيش في 2023. وتنوي البحرية الأمريكية استخدام الصاروخ على المدمرات من طراز زوموالت في 2025، والغواصات من طراز فرچينيا بلوك 5 في 2028؛ كما خُطط لتنصيب الصاروخ على غواصات الصواريخ الباليستية من طراز أوهايو، لكن تأخيرات في التمويل والتقاعد الوشيك لهذه الغواصات أديا إلى إلغاء هذه الخطط.

## التطوير والاختبار

### الجسم فرط الصوتي المشترك
اختيرت البحرية في 2018 لقيادة تصميم الجسم الانزلاقي فرط الصوتي المشترك، بمشاركة من مكتب التقنيات الحرجة والقدرات السريعة التابع للجيش.

### التصميم
تصميم الجسم الانزلاقي فرط الصوتي المشترك والذي يتضمن رأسًا حربيًّا مقذوفًا يعتمد على طاقة الحركة، يقوم على تطوير سابق لسلاح سُمي نظام إعادة الدخول البديل، والذي جرى اختباره في أوائل عقد 2010 في إطار برنامج السلاح فرط الصوتي المتقدم التابع للجيش. نظام إعادة الدخول البديل قام على نموذج أولي من تجربة مركبة سانديا لإعادة الدخول الطاقوية المجنحة التي أجراها مختبر سانديا الوطني في عقد الثمانينيات. أجرى مختبر سانديا أعمال التصميم وبنت ديناتكس النماذج الأولية ووحدات الاختبار.